# Agelaius
Agelaius là một chi chim trong họ Icteridae.

## Hình ảnh

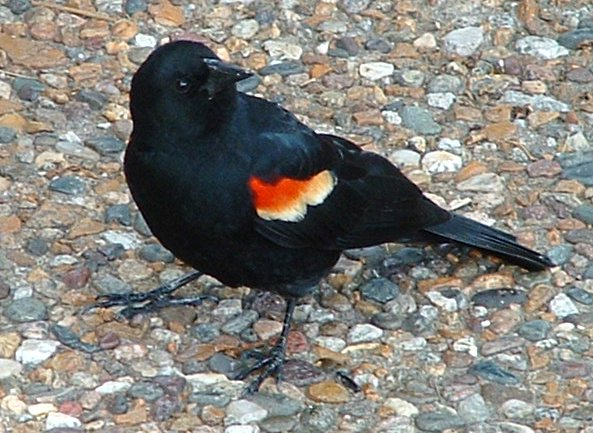